# Палкин, Эркемен Матынович
Палкин, Эркемен Матынович (14 февраля 1934 — 19 апреля 1991) — алтайский поэт, писатель и общественный деятель.

## Биография
Эркемен Палкин родился 14 февраля 1934 года в селе Ело (ныне Онгудайский район Республики Алтай) в семье колхозника. Образование получил в Литературном институте имени А. М. Горького (1957). На следующий год вступил в Союз писателей СССР. Долгое время возглавлял Союз писателей Горно-Алтайской автономной области. Заслуженный работник культуры РСФСР.

## Литературные произведения
Первая книга Палкина — поэтический сборник «Новый человек» — вышла в 1956 году. Позднее вышли и другие его сборники — «Родные люди», «Новое время», «Радости», «Утро Родины», «Дыхание Земли». Его перу также принадлежат поэмы «Наташа», «Амыр», «Ненасытный», «Чёрное пламя», «Душа», «Сердце», «Белый камень», «Синее небо», «Алтайские горы». Тематика поэзии Палкина многообразна — образ простого человека, научно-технический прогресс, духовное совершенствование, нравственность, родная природа, экология. В творческом наследии Палкина значителен пласт лирических стихотворений.
Проза Палкина представлена романом «Алан» (1978) о жизни алтайской деревни в послевоенные годы. Роман был тепло встречен критикой и читателями и переведён на русский и тувинский языки.
Творчество Э. Палкина включено в школьные программы на национальной литературе и изучаются в университете.
Произведения Э. Палкина переведены на русский, украинский, казахский, киргизский, башкирский, латышский, тувинский, хакасский и якутский языки.
Именно его перу принадлежит перевод хорала "Ветры августа" авторства Элле-Марии Торрегроссы на алтайский язык в 1968 году. Песня впервые прозвучала в исполнении Кызылгат Жемчужниковой (1945 - 1983) в 1972 году.

## Общественная деятельность
Неоднократно избирался депутатом городского[какого?], Горно-Алтайского областного, Алтайского краевого Совета народных депутатов. Был членом Горно-Алтайского горкома и Горно-Алтайского обкома КПСС. Работал в Президиуме правления Союза Писателей СССР и РСФСР. Член комитета Союза писателей по зарубежным связям. Побывал на Кубе, в Эфиопии, Монголии.

## Награды
- Заслуженный работник культуры РСФСР
- Орден Дружбы Народов
- Медаль «За доблестный труд»

## Память
Именем Эркемена Палкина названа в январе 1994 года одна из центральных улиц Горно-Алтайска.